# Lijst van nationale parken in Servië
In Servië zijn 6 natuurgebieden tot nationaal park uitgeroepen. (Het in 1986 gestichte "Šar planina" was vroeger een nationaal park van Servië en ligt nu in Kosovo als Nationaal park Sharri.)
| Nationaal park Đerdap Begin: 1974 Oppervlakte: 636,8 km²           |
| Nationaal park Kopaonik Begin: 1981 Oppervlakte: 118,1 km²         |
| Nationaal park Tara Begin: 1981 Oppervlakte: 192 km²               |
| Nationaal park Fruška Gora Begin: 1960 Oppervlakte: 253,9 km²      |
| Nationaal park Kučaj-Beljanica Begin: 2022 Oppervlakte: 453,71 km² |
| Nationaal park Stara Planina Begin: 2022 Oppervlakte: 1200,00 km²  |